# Berliner Gesellschaft für Psychiatrie und Neurologie
Die Berliner Gesellschaft für Psychiatrie und Neurologie (BGPN) ist eine 1867 gegründete wissenschaftlich-medizinische Fachgesellschaft. Der eingetragene Verein mit über 400 Mitgliedern. Ziel der BGPN ist der wissenschaftliche und praktische Erfahrungsaustausch über das gesamte Gebiet der Psychiatrie und Neurologie sowie die Förderung der Zusammenarbeit mit anderen wissenschaftlichen Vereinigungen.
In den regelmäßig stattfinden Mittwochveranstaltungen sowie der Frühjahrs- und Herbsttagung der Gesellschaft werden psychiatrische, neurologische, neurochirurgische und angrenzende Themen präsentiert und diskutiert. Mitteilungsorgan ist die Fachzeitschrift „Nervenheilkunde“, in der monatlich Informationen der BGPN erscheinen.
Einmal im Jahr wird der Promotionspreis der BGPN an herausragende Arbeiten in der Psychiatrie und Neurologie verliehen. Die einmal jährlich verliehene Berliner Griesinger-Medaille ehrt Wissenschaftler oder Kliniker, die sich in besonderer Weise um die Nervenheilkunde verdient gemacht haben.

## Geschichte

### Gründung

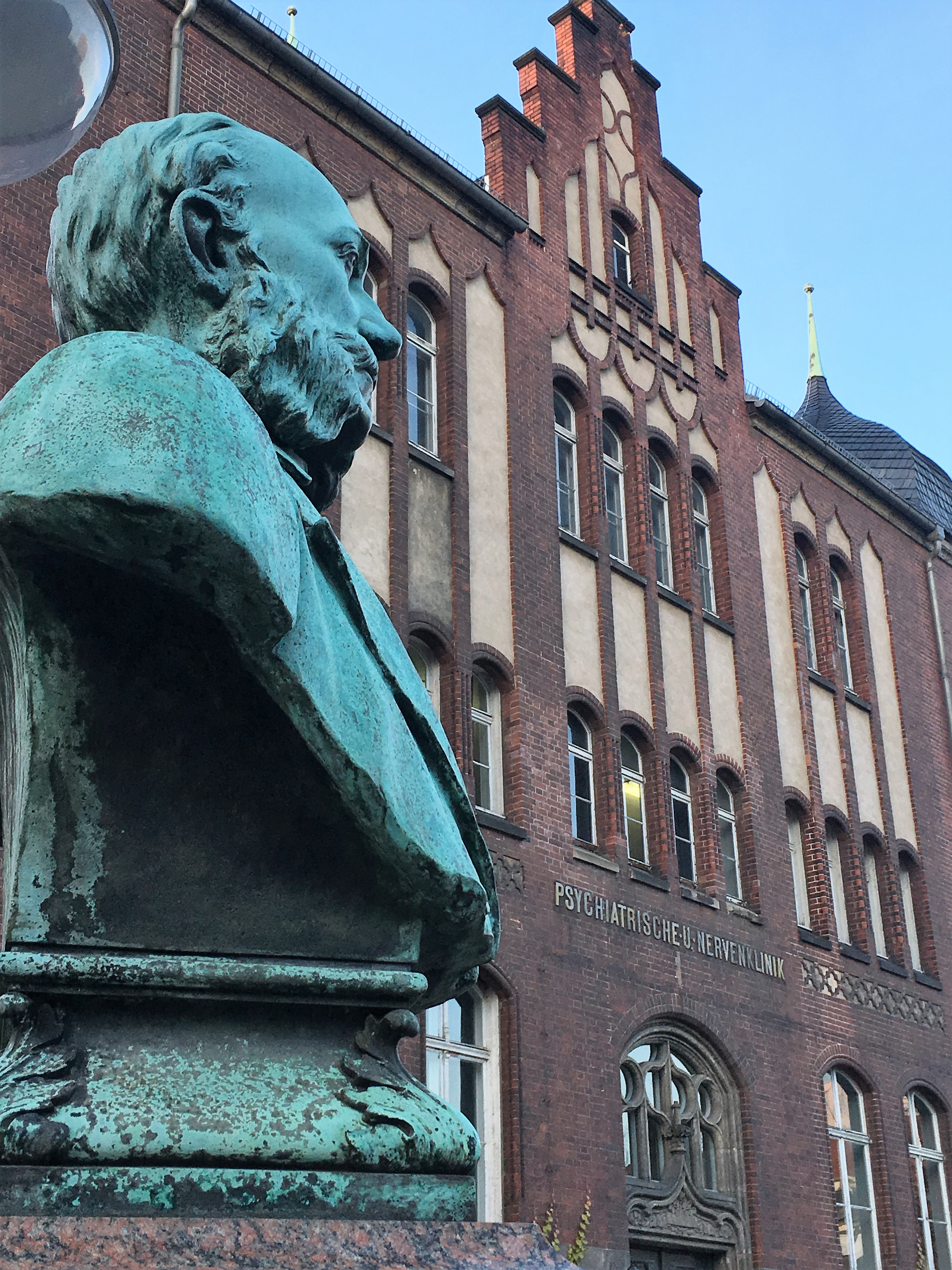
Griesingers Büste vor der Nervenklinik der Charité Berlin Mitte

Anfang 1867 erfolgte in Berlin die Gründung der "Berliner medicinisch-psychologischen Gesellschaft" (der heutigen Berliner Gesellschaft für Psychiatrie und Neurologie) durch Wilhelm Griesinger und neun weitere Gründungsmitglieder. Darunter waren der Völkerpsychologie Moritz Lazarus  und Carl Westphal aus der Charité. Ebenso der Leiter der "Privatirrenanstalt Schweizer Hof" in Berlin-Zehlendorf Bernhard Heinrich Laehr, der bald zu einem intensiven Kritiker der Psychiatrie-Reformvorstellungen von Wilhelm Griesinger wurde.
Die erste Sitzung der Gesellschaft fand mit Griesinger als gewähltem Vorsitzenden und Carl Westphal als Schriftführer am 29. Januar 1867 statt. Im Protokoll dieser Sitzung wird unter den Zielen der Gesellschaft darauf verwiesen, dass sie sich besonders mit psychiatrischen Fragen beschäftigen und sich neben den wissenschaftlichen Mitteilungen auch praktischen Problemen, besonders den forensischen, widmen werde. Das Statut von 1910 gibt als Zweck des Vereins die Förderung der Psychiatrie und Nervenheilkunde sowie deren Hilfswissenschaften an.
In den ersten Jahren wurden überwiegend psychiatrische Themen auf den Sitzungen vorgetragen sowie forensische und einige psychologische Probleme behandelt. Ab 1879 überwogen die neurologischen Themen mit zunehmender Tendenz im letzten Jahrzehnt des 19. Jahrhunderts. Bei der 25-Jahr-Feier 1892 sah Friedrich Jolly  darin einen Beleg für den zum erheblichen Teil von Psychiatern herbeigeführten Fortschritt der Erforschung der Nervenkrankheiten neben dem Aufschwung der anatomischen und physiologischen Kenntnisse. Bereits 1879 erfolgte deshalb die Namensänderung in „Berliner Gesellschaft für Psychiatrie und Nervenkrankheiten“.

### Die BGPN im frühen 20. Jahrhundert
Die Dominanz der neurologischen Themen in den beiden letzten Jahrzehnten des 19. Jahrhunderts bis zum Ende des ersten Drittels des 20. Jahrhunderts setzte sich in den folgenden Zeitabschnitten nicht in diesem Ausmaß fort. Karl Bonhoeffer (1868 – 1948; Vorsitzender von 1933 bis 1940) wies 1927 darauf hin, dass der Vorwurf, die Psychiatrie sei in der Gesellschaft in den vorausgegangenen Zeitabschnitten zu kurz gekommen, nicht zutreffe, weil nicht allein die Zahl der Vorträge entscheidend sei. Es seien wichtige Beiträge zur Paranoiafrage, den Zwangsvorstellungen und den epileptischen Psychosen erfolgt und es habe die Kenntnis des Alkoholismus, der Paralyse, der Epilepsie und der psychopathischen Zustände auch in der Zeit der überwiegend neurologischen Einstellung der Gesellschaft eine wichtige Bereicherung erfahren. Neben den psychiatrischen und neurologischen Vorträgen und Demonstrationen wurden neuroanatomische, neuropathologische und allgemeine neurowissenschaftliche Themen behandelt. Der erste neurochirurgische Vortrag erfolgte 1895.

### Die BGPN im Nationalsozialismus
1933 wurde erneut der Name geändert in "Berliner Gesellschaft für Psychiatrie und Neurologie". Von 1941 bis 1944 war der Ordinarius für Nervenheilkunde der Charité Max de Crinis Vorsitzender der Gesellschaft, der als einflussreichster Nationalsozialist unter den Psychiatern ein entschiedener Befürworter und Wegbereiter der nationalsozialistischen Massenmorde an psychisch Kranken und Behinderten war. Er war unter anderem an Vorbereitung und Durchführung der nationalsozialistischen T4-Tötungsaktion (verharmlosend als „Euthanasie“ bezeichnet) beteiligt, wenngleich er kein offizielles Amt einnahm.
In den beiden letzten Jahren des Zweiten Weltkrieges fanden keine Sitzungen mehr statt, und zum Kriegsende 1945 hatte die Gesellschaft zu bestehen aufgehört. Durch Befehl der Sowjetischen Militäradministration in Deutschland vom 21. Mai 1947 wurde die Organisation medizinisch-wissenschaftlicher Gesellschaft wieder zugelassen. Am 8. Dezember 1947 wurde die BGPN in der Charité wiedergegründet, um mit der ersten Nachkriegssitzung die alte Tradition fortzusetzen.

### Die BGPN im geteilten Berlin
Infolge der weiteren politischen Entwicklung in Berlin mit der Teilung der Stadt erfolgte durch im Westteil der Stadt wohnende Fachkollegen, die überwiegend Mitglieder der Gesellschaft waren, am 25. Februar 1953 eine Gründung der BGPN für die damaligen "Westsektoren" der Stadt. Im Gründungsprotokoll wurde vermerkt, dass bis zur Wiedervereinigung die Sitzungen in der Psychiatrischen und Nervenklinik der Freien Universität Berlin stattfinden. Bis zur völligen Teilung der Stadt 1961 durch Errichtung der Berliner Mauer besuchten Mitglieder der Regionalgesellschaft in West-Berlin auch Sitzungen in der Charité und umgekehrt.

### Die BGPN seit 1989
Durch die neuen politischen Möglichkeiten erfolgten 1989 umgehend Kontakte zwischen den Vorsitzenden der Regionalgesellschaften im ehemaligen Ost- und West-Berlin. Am 18. und 19. April 1990 wurde ein erstes gemeinsames Symposium der beiden Teilgesellschaften durchgeführt, und am 23. Februar 1991 konnten mit Zustimmung der jeweiligen Mitgliederversammlungen die Regionalgesellschaften wieder zu einer "Berliner Gesellschaft für Psychiatrie und Neurologie" zusammengeführt werden.

### Die BGPN und die Charité
Eine besondere Verbindung der BGPN bestand immer zur Nervenklinik der Charité und seit über 115 Jahren finden die Sitzungen in dem am 22. April 1901 vom Vorsitzenden Friedrich Jolly eröffneten Hörsaal statt. 1997 wurde der 130-jährige Geburtstag der Gesellschaft gefeiert – veranstaltet durch den Hausherrn in der Nervenklinik am Campus Mitte, Herrn Einhäupl. Auch zum 150. Geburtstag finden Feierlichkeiten in der Charité Mitte statt.

## Mitglieder
Mitglied können approbierte Ärzte oder Personen mit Hochschulabschluss werden, die im Bereich des Fachgebiets praktisch, klinisch und wissenschaftlich tätig sind. Über die Mitgliedschaft beschließt der Vorstand nach Empfehlung des Neumitgliedes durch zwei bestehende Mitglieder.
Die Mitgliederzahl betrug im Gründungsjahr 1867: 24, 1892: 120, 1927: 220 und in den 1980er-Jahren ca. 400 Mitglieder, davon ein Drittel in der damaligen Regionalgesellschaft im ehemaligen West-Berlin. Seit 2010 steigt die Mitgliederzahl kontinuierlich an und beträgt aktuell über 400 Mitglieder (Stand: 2017).

### Gründungsmitglieder
- Wilhelm Griesinger
- Moritz Lazarus
- Bernhard-Heinrich Laehr
- Carl Westphal
- Eckard
- Ideler
- Carl Liman
- Wilhelm Sander
- Karl Friedrich Skrzeczka
- Steinthal

## Vorstand
Der Vorstand besteht derzeit aus 12 Mitgliedern. Diese wurden 2016 in der Reihe ‚Die BGPN stellt sich vor‘ in der Fachzeitschrift ‚Nervenheilkunde‘ (Schattauer-Verlag) vorgestellt.

### Vorsitzende
- Griesinger, Wilhelm (1817 – 1868) 1867 – 1868
- Westphal, Carl (1833 – 1890) 1868 – 1889
- Sander, Wilhelm (1838 – 1922) 1889 – 1891
- Jolly, Friedrich (1844 – 1904) 1891 – 1903
- Mendel, Emanuel (1839 – 1907) 1904 – 1906
- Ziehen, Theodor (1862 – 1950) 1906 - 1906
- Oppenheim, Hermann (1858 – 1919) 1907 - 1907
- Bernhardt, Martin (1844 – 1915) 1908 - 1908
- Ziehen, Theodor (1862 – 1950) 1909 – 1911
- Moeli, Karl (1849 – 1919) 1911 - 1911
- Liepmann, Hugo (1863 – 1925) 1912 – 1913
- Bonhoeffer, Karl (1868 – 1948) 1913 – 1915
- Liepmann, Hugo (1863 – 1925) 1915 – 1916
- Bonhoeffer, Karl (1868 – 1948) 1916 – 1932
- Kramer, Franz (1878 – 1969) 1932 – 1933
- Bonhoeffer, Karl (1868 – 1948) 1933 – 1940
- De Crinis, Max (1889 – 1945) 1941 – 1944
- Roggenbaum, Christel Heinrich (1896 – 1970) 1947 – 1951
- Regionalgesellschaft Ost
- Thiele, Rudolf (1888 – 1969) 1951 – 1957
- Leonard, Karl (1904 – 1988) 1957 – 1971
- Schulze, Heinz A.F. (1922 – 2015) 1971 – 1991
- Regionalgesellschaft West
- Selbach, Helmut (1909 – 1987) 1953 – 1971
- Voelkel, Arno (1920 – 1977) 1971 – 1977
- Helmchen, Hanfried (* 1933) 1977 – 1985
- Janz, Dieter 1920 1985 – 1990
- Greve, Werner (1928–2011) 1990
- Nach der Wiedervereinigung
- Greve, Werner (1928–2011) 1991 – 1993
- Marx, Peter 1937: 1993 – 1996
- Schmidt, Lutz G. 1951: 1996 – 2001
- Vogel, Hans-Peter: 2001 – 2005
- Gutzmann, Hans: 2005 – 2009
- Koennecke, Hans-Christian: 2009 – 2013
- Bschor, Tom: 2013 – 2017
- Hartmann, Andreas: 2017 – 2021
- Köhler, Stephan: 2021-2025

## Auszeichnungen

### Griesinger-Medaille der BGPN
Die BGPN verleiht jedes Jahr einen Preis an die einflussreichste Person aus den Bereichen Psychiatrie und Neurologie für ihr Lebenswerk. Selbstbewerbungen sind ausgeschlossen. Zuletzt haben der Freiburger Psychiater Mathias Berger 2018 sowie der Düsseldorfer Frank Schneider 2021 diese Auszeichnung erhalten.

### Promotionspreis der BGPN
Die BGPN verleiht jedes Jahr einen Preis an die jeweils beste eingereichte Promotion aus den Bereichen Psychiatrie und Neurologie. Bewerben können sich Promovenden, die ihr Promotionsverfahren bis zum 31.12. des Vorjahres an einem Berliner Institut abgeschlossen haben.

## Veranstaltungen
Die BGPN lädt regelmäßig zu wissenschaftlichen Veranstaltungen ein. Neben der ‚Mittwochsveranstaltung‘, die durchschnittlich 10 Mal im Jahr stattfindet, gibt es jedes Jahr eine Frühjahrs- und eine Herbsttagung sowie Sonderveranstaltungen.